# ماگنوس بیرفوت
ماگنوس بیرفوت (انگلیسی: Magnus Barefoot؛ ۱۰۷۳ – 24 august ۱۱۰۳ (۲۹−۳۰ سال)) یک پادشاه نروژ اهل نروژ بود.